# Leptomonas
O gênero Leptomonas constitue parasitas monoxenos de invertebrados (insetos, nematóides, moluscos e rotíferos) e possivelmente de algumas espécies de vertebrados. Apresentam duas formas evolutivas: amastigotas e promastigotas.

## Espécies
- Leptomonas wallacei
- Leptomonas moramango